# Jardiner de les Arfak
El jardiner de les Arfak (Ailuroedus arfakianus) és un ocell de la família dels ptilonorínquids (Ptilonorhynchidae).

## Hàbitat i distribució
Habita els boscos de l'illa de Misool i de les muntanyes de la Península de Doberai, a l'oest de Nova Guinea.

## Taxonomia
Considerat coespecífic d'Ailuroedus melanotis, ha estat ubicat a la seua pròpia espècie arran la revisió d'Irestedt et al. (2015).